# العشاق (فلم)
العشاق فيلم سوري صور عام 2005 عرض في العام 2008

## قصة الفيلم
قصة الفيلم تحكي حكاية ثلاثة رجال وثلاثة نساء، تتم من خلال معالجة رومانسية لثلاثة قصص عن العشق الذي يقود إلى أسئلة حول الحياة والمصير عبر معالجة هادئة تأخذ بعين الاعتبار الواسطة التي تروي من خلالها هذه الحكايات،  ويعتبر الفيلم إعادة مونتاج لمسلسل أحلام كبيرة

## أبطال العمل
- سلمى المصري
- بسام كوسا
- حسن عويتي
- نورمان أسعد
- قصي خولي
- باسل خياط
- سلاف فواخرجي
- نادين تحسين بك
- رامي حنا
- نسرين طافش
- مكسيم خليل
- سمر سامي

## وصلات خارجية
- مقالات تستعمل روابط فنية بلا صلة مع ويكي بيانات

1. فيلم العشاق موقع أكوام
2. ألوان الحياة المتنوعة في فيلم العشاق-جريدة الرياض
3. فيلم العشاق بدائي دراميا-موقع العربية
4. حاتم علي-عن فيلم العشاق-الثورة
5. نورمان أسعد رومانسية-موقع البوابة
6. فيلم العشاق كامل-ديلي موشن